# You're My Heart, You're My Soul
You're My Heart, You're My Soul is een Eurodisco-single van Modern Talking, oorspronkelijk uit oktober 1984, die Dieter Bohlen onder het pseudoniem Steve Benson schreef, maar pas in het voorjaar van 1985 een hit werd.
De coupletten en het eerste deel van het refrein werden gezongen door Thomas Anders. De hoge stem in de andere helft van het refrein werd ingezongen door Rolf Köhler, met Michael Scholz als tweede stem in beide delen van het refrein.
Later verschijnt het nummer op het eerste album van de band, The 1st Album, uitgebracht in 1985. De single werd in 1998 opnieuw uitgebracht, You're My Heart, You're My Soul '98 voor de reünie van het duo Modern Talking. De producent maakte op 28 april 2017 een nieuwe versie: "You're My Heart You're My Soul (New Version 2017)", dat in mei 2017 verscheen op zijn album "Dieter Bohlen - Die Mega Hits".
Er zijn verscheidene cover versies van dit nummer verschenen.

## Achtergrond
De oorspronkelijke versie werd een hit in een aantal landen. In thuisland Duitsland, Zwitserland en Oostenrijk werd de nummer 1-positie bereikt. In Zweden, Noorwegen, Frankrijk, Spanje en Zuid-Afrika werd de plaat een top 5 hit.
In Nederland was de plaat op zaterdag 2 februari 1985 Favorietschijf bij de NCRV op Hilversum 3 en werd een gigantische hit in de destijds drie hitlijsten op de nationale publieke popzender. De plaat bereikte de 4e positie in zowel de Nederlandse Top 40 als de TROS Top 50.  In de Nationale Hitparade werd de 6e positie bereikt. In de Europese hitlijst op Hilversum 3, de TROS Europarade, werd de nummer 1-positie bereikt.
In België werd de nummer 1-positie bereikt in zowel de voorloper van de Vlaamse Ultratop 50 als de Vlaamse Radio 2 Top 30. In Wallonië werd géén notering behaald.

## Tracks
7" (Hansa 106 884) (BMG) 29.10.1984
| Nummer | Titel                                                  | Lengte |
| ------ | ------------------------------------------------------ | ------ |
| 1.     | You're My Heart, You're My Soul                        | 3:48   |
| 2.     | You're My Heart, You're My Soul (Instrumental Version) | 4:01   |

12" (Hansa 601 496) (BMG) 29.10.1984
| Nummer | Titel                                                  | Lengte |
| ------ | ------------------------------------------------------ | ------ |
| 1.     | You're My Heart, You're My Soul                        | 5:35   |
| 2.     | You're My Heart, You're My Soul (Instrumental Version) | 4:01   |

## Hitnoteringen

### Nederlandse Top 40
| Positie: | 39 | 31 | 19 | 13 | 8 | 5 | 4 | 4 | 4 | 7 | 11 | 16 | uit |

### Nationale Hitparade
===
| Positie: | 42 | 18 | 17 | 9 | 6 | 8 | 10 | 8 | 8 | 13 | 28 | 37 | 39 | uit |

### TROS Top 50
Hitnotering: 21-02-1985 t/m 16-05-1985. Hoogste notering: #4 (2 weken).

### TROS Europarade
Hitnotering: 11-02-1985 t/m 22-08-1985. Hoogste notering: #1 (4 weken).

### NPO Radio 2 Top 2000
| Nummer met noteringen in de NPO Radio 2 Top 2000 | '99  | '00  | '01  | '02  | '03  | '04  | '05 | '06  |
| ------------------------------------------------ | ---- | ---- | ---- | ---- | ---- | ---- | --- | ---- |
| You're My Heart, You're My Soul                  | 1177 | 1478 | 1576 | 1790 | 1692 | 1860 | -   | 1851 |

1. ↑  Een '-' betekent dat het nummer niet was genoteerd en een vetgedrukt getal geeft de hoogste notering aan.
2. ↑  Deze tabel is bijgewerkt tot en met de laatste editie (2024).